# Ildikó Mádl
Ildikó Mádl (* 5. November 1969 in Tapolca) ist eine ungarische Schachspielerin.

## Erfolge
Mádl lernte das Schachspiel früh von ihrem Vater und war seit 1978 Schülerin der Schachschule Mereszjev, die den talentierten ungarischen Kindern und Jugendlichen vorbehalten war.

### Einzelturniere
In den Jahren 1982 und 1983 siegte Ildikó Mádl bei den „Olympiaden der Pioniere“ und gewann die ungarischen Landesmeisterschaften der unter 13- und unter 15-jährigen Mädchen. 1982 wurde sie zudem – als 13-Jährige – ungarische Juniorinnenmeisterin (bis 20 Jahre) und belegte bei der Landesmeisterschaft der Damen den dritten Platz. 1983/84 feierte sie ihre ersten internationalen Erfolge, zuerst zum Jahreswechsel mit dem Gewinn eines Mädchenturniers in Straubing und, viel höher einzuschätzen, 1984 mit dem Gewinn der Kadettinnen-Weltmeisterschaft (U16) in Champigny-sur-Marne und der Europameisterschaft der Juniorinnen (U20) in Katowice. Nach diesen Ergebnissen wurde Mádl im selben Jahr für das Nationalteam nominiert. Bei ihrer ersten Schacholympiade erzielte sie acht Punkte aus 11 Partien und erhielt den Titel Internationaler Meister der Frauen (WIM). Ihre beiden Normen für den Großmeistertitel der Frauen (WGM) erspielte sie sich 1985 in einem Turnier in Szolnok sowie im internationalen Damenturnier von Jajce.
1986 konnte sie ihren Erfolg bei der Jugendeuropameisterschaft wiederholen, diesmal im rumänischen Băile Herculane. Im selben Jahr wurde sie in Vilnius Juniorinnenweltmeisterin U20 mit zwei Punkten Vorsprung vor Camilla Baginskaite und Swetlana Prudnikowa; im August 1989 wurde sie bei der Juniorinnenweltmeisterschaft U20 im kolumbianischen Tunja hinter Ketina Kachiani Zweite. Im Mai 1998 wurde sie beim ELO-Turnier in Bechhofen (Mittelfranken) Dritte, genau wie im Januar 1999 beim 9. Internationalen Schachturnier in Augsburg-Göggingen. Bei der ungarischen Frauenmeisterschaft im Februar 1999 in Miskolc-Lillafüred war sie mit 6 aus 9 ohne Niederlage punktgleich mit Nóra Medvegy an der Spitze, belegte jedoch aufgrund der Feinwertung den zweiten Platz. Im Januar 2001 gewann sie das Internationale Brauhaus-Riegele-Turnier in Augsburg, im März desselben Jahres gewann sie ungeschlagen das erste internationale Frauenturnier auf israelischem Boden, das Tel Aviv Chess Festival. Im Januar 2002 siegte sie beim 13. Internationalen Augsburger IM-Turnier.

### Nationalmannschaft

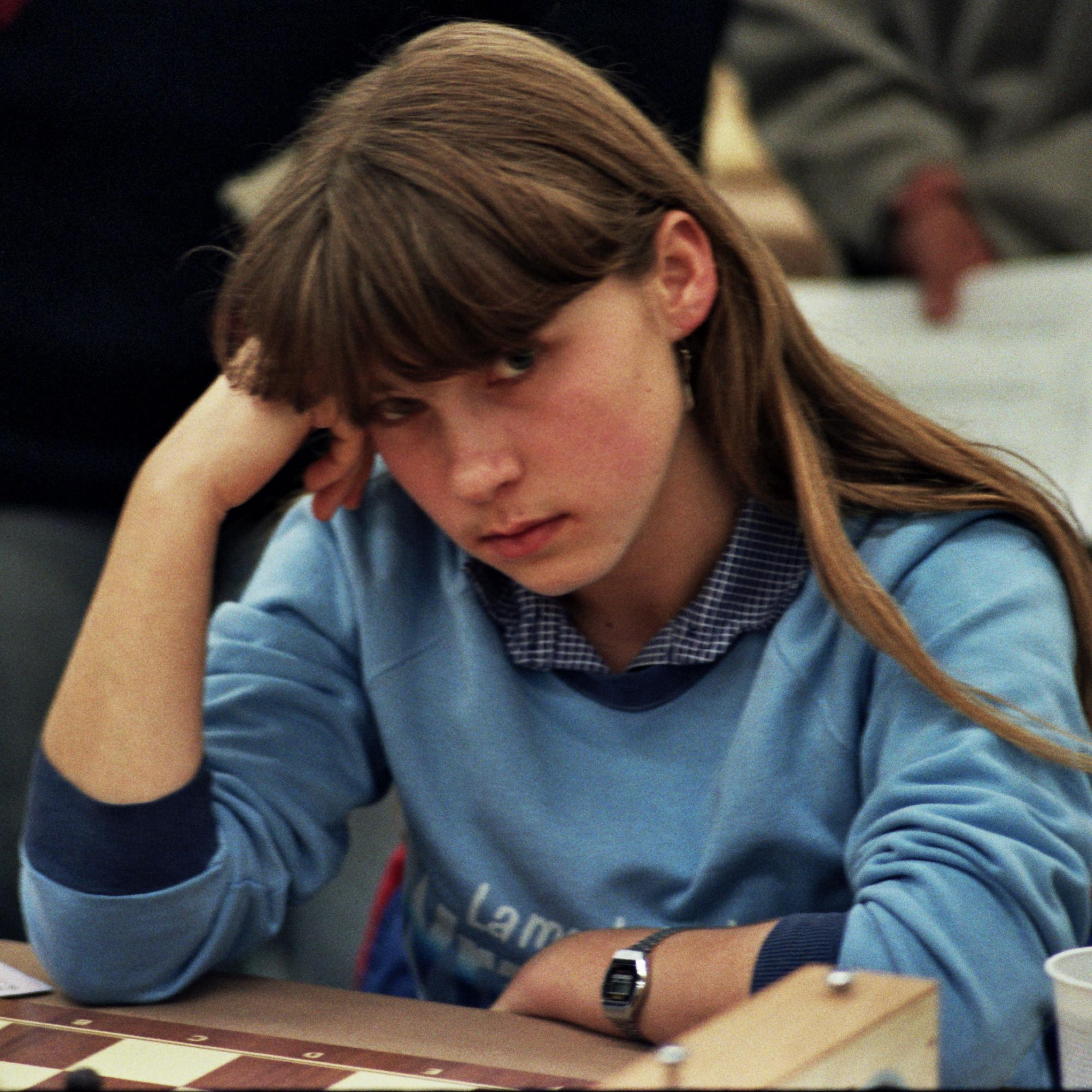
Ildikó Mádl 1984 bei der Schacholympiade in Thessaloniki

Sie nahm mit der ungarischen Frauennationalmannschaft zwischen 1984 und 2014 an dreizehn Schacholympiaden mit einem Gesamtergebnis von 63 Siegen, 63 Remis und 24 Niederlagen teil.

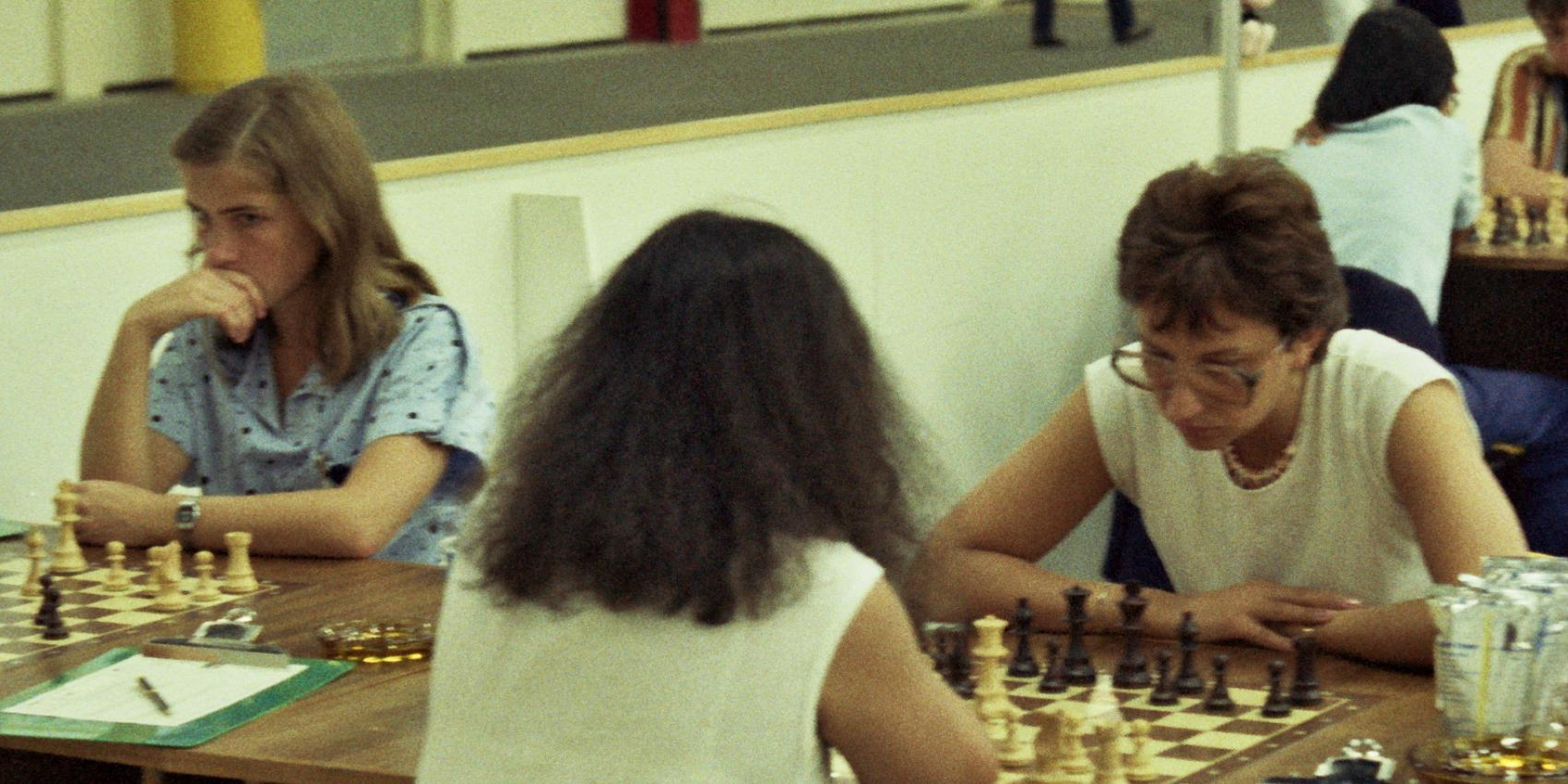
Ildikó Mádl und Mária Ivánka bei der Schacholympiade 1986 in Dubai

Zweimal gewann sie mit der Mannschaft die Olympiade, 1988 in Thessaloniki und 1990 in Novi Sad und zweimal erhielt sie eine individuelle Bronzemedaille (1986 in Dubai für ihr Ergebnis von 10,5 Punkten aus 14 Partien am zweiten Brett und 2008 in Dresden für ihr Ergebnis von 8 aus 11 am dritten Brett).
Der ungarische Sieg 1988, zusammen mit den drei Polgár-Schwestern (Judit, Zsuzsa und Zsófia), stellte etwas Besonderes dar, da zum ersten Mal nicht die Sowjetunion gewinnen konnte (außer 1976 – an diesem Turnier trat die UdSSR aus politischen Gründen nicht an). Diese Schacholympiade war für Ildikó Mádl davon überschattet, dass ihr damaliger Freund Béla Perényi wenige Wochen vorher auf dem Weg von Budapest zur Olympiade mit dem Auto verunglückte. Während früheren Schacholympiaden wurde sie von IM Tibor Károlyi Jr. trainiert.
Bei ihren sechs Teilnahmen an Mannschaftseuropameisterschaften der Frauen (1992, 1999, 2001 und 2005 jeweils am Spitzenbrett, 2007 am dritten, 2011 am zweiten Brett) war ihr größter individueller Erfolg die Bronzemedaille bei der Europameisterschaft 1999 in Batumi für ihr Ergebnis von 6,5 aus 9. Ihre persönliche Gesamtbilanz weist 25,5 Punkte aus 45 Partien auf (14 Siege, 23 Remis, 8 Niederlagen). Beim Mitropapokal 1998 in Portorož, zu dem der ungarische Verband als einziger eine Frauenauswahl nominierte, erreichte sie am zweiten Brett 5,5 Punkte aus 9 Partien.

### Vereinsmannschaften
Mit dem 1. Salzburger SK Mozart Salzburg spielte sie in den Saisons 2000/01 und 2001/02 in der österreichischen Staatsliga A und 2003/04 in der 2. Bundesliga West. Seit 2005 spielt sie in Österreich für die Spg. Feldbach/Kirchberg in der 2. österreichischen Liga und der Landesliga Steiermark. Seit 2005 spielt sie in der 1. kroatischen Frauenliga, in der sie mit Lucija Rijeka 2006 Mannschaftsmeister wurde. In der deutschen Frauenbundesliga spielte sie von 1991 bis 1993 für den TSV Schott Mainz, von 1998 bis 2002 und erneut von 2003 bis 2015 spielte sie für den USV Halle (seit 2006 USV Volksbank Halle), mit dem sie in den Saisons 2006/07 und 2009/10 die Meisterschaft gewann. Auch nach dem Rückzug des USV Halle aus der Frauenbundesliga spielte Mádl bis 2017 weiter für diesen im allgemeinen Spielbetrieb in der Oberliga Ost. In Bosnien spielt sie für die Frauenmannschaft des ŠK Bihać und in Ungarn für den Csuti Antal SK. Zalaegerszeg, mit dem sie 2002, 2003, 2004, 2005, 2006 und 2008 die ungarische Mannschaftsmeisterschaft gewann. Vorher spielte sie in Ungarn für Honvéd Budapest, mit dem sie zweimal am European Club Cup teilnahm und 1993 den zweiten Platz erreichte. In Slowenien spielt sie seit Ende Januar 2009 für den ŠK Milan Majcen Sevnica. In der französischen Frauenmeisterschaft spielt sie für La tour de Juvisy.

### Sonstige Auswahlmannschaften
Als Mitglied des USV Halle spielt Ildikó Mádl auch regelmäßig für die Ländermannschaft von Sachsen-Anhalt und konnte mit dieser 2004 die deutsche Frauenländermeisterschaft gewinnen.

## Partiebeispiel
|   | a | b | c | d | e | f | g | h |   |
| 8 |   |   |   |   |   |   |   |   | 8 |
| 7 |   |   |   |   |   |   |   |   | 7 |
| 6 |   |   |   |   |   |   |   |   | 6 |
| 5 |   |   |   |   |   |   |   |   | 5 |
| 4 |   |   |   |   |   |   |   |   | 4 |
| 3 |   |   |   |   |   |   |   |   | 3 |
| 2 |   |   |   |   |   |   |   |   | 2 |
| 1 |   |   |   |   |   |   |   |   | 1 |
|   | a | b | c | d | e | f | g | h |   |

In einer Partie gegen den Schweizer FIDE-Meister Daniel Summermatter gelang Ildikó Mádl mit den weißen Steinen ein sehenswerter Königsangriff. Aus einer Sizilianischen Verteidigung heraus entwickelte sich ein scharfes Spiel mit heterogenen Rochaden, bei dem Mádl bereits im 14. Zug mit einem Läuferopfer auf g7 die schwarze Königsstellung erschüttert hatte und eine fortwährende Initiative erlangte.
In der Diagrammstellung hatte die Ungarin gerade mit 20. h4–h5 den Springer auf g6 befragt, der wegen des Schachmatts auf h7 nur nach f8 ausweichen könnte. Danach gewänne zum Beispiel 21. Td1–g1 mit drohendem Tausch auf g8 samt Dh6–g7 matt. Summermatter spielte aber 20. … Dd8–f8, in der Hoffnung, unter Rückgabe der Mehrfigur die Damen tauschen zu können. Mádl deckte nun aber mit einem Damenopfer den Nebeneffekt des Bauernzuges auf: Nach 21. Dh6xh7+! öffnet sich nach dem erzwungenen Kh8xh7 mittels h5xg6 die h-Linie mit Doppelschach und matt. Summermatter gab die Partie daher auf.
Mádl – Summermatter 1:0
Genf, 1988
Sizilianische Verteidigung (Keres-Angriff), B81
1. e2–e4 c7–c5 2. Sg1–f3 e7–e6 3. d2–d4 c5xd4 4. Sf3xd4 Sg8–f6 5. Sb1–c3 d7–d6 6. Lc1–e3 a7–a6 7. g2–g4 Lf8–e7 8. g4–g5 Sf6–d7 9. h2–h4 Sb8–c6 10. Dd1–h5 0–0 11. 0–0–0 Sc6xSd4 12. Le3xSd4 b7–b5 13. Lf1–d3 Tf8–e8 14. Ld4xg7 Kg8xLg7 15. Dh5–h6+ Kg7–h8 16. e4–e5 Sd7–f8 17. Sc3–e4 Sf8–g6 18. Se4–f6 Le7xSf6 19. g5xLf6 Te8–g8 20. h4–h5 Diagramm Dd8–f8 21. Dh6xh7+ Schwarz gab auf.

## Titel und Rating
Den Titel Internationaler Meister der Frauen (WIM) erhielt sie im Jahre 1984. Seit 1986 ist sie Großmeister der Frauen (WGM) und seit 1992 Internationaler Meister (IM).
Zuletzt war sie im Jahre 1993 unter den besten Zehn der Frauen-Weltrangliste.